# تمام بليق
تمام بليق (5 أكتوبر-) إعلامي لبناني 

## حياته الأسرية
والده المهندس سليم بليق، لديه خمسة أشقاء: عبد الرحمن عبد الله، عبد الرحيم، عبد الهادي ومالك
تزوج من الصحفية «ميرا العر» ورزق منها بولد وبنت كريم وكالين 

## مشواره المهني
بداية عمل كإداري في إذاعة الجديد انطلاقته كانت من إذاعة ميلودي من خلال برنامج «مين الأول» إلى التلفزيون من خلال قناة المرأة العربية من خلال برنامج «(ما تسكت عنه النساء)» وطرح قضية تعنيف المرأة، ثم انتقل إلى قناة الجديد وقدم خمسة مواسم من برنامج «بلا تشفير»
والذي أثار جدلا واسعا واعتبره البعض نوعا من الصحافة الصفراء بسبب نوعية الضيوف وطريقة حوارهم ثم إلى الإذاعة عبر "الجديد أف.ام" في برنامج اسمه "بلا زعل 
في سبتمبر  2019 عاد لتقديم البرامج عبر قناة لنا السورية ببرنامج لازم نحكي بمشاركة الممثلة السورية رنا شميس

## البرامج التي قدمها
| البرنامج           | عرض على             | العام     |
| ------------------ | ------------------- | --------- |
| مين الأول          | ميلودي أف أم        | 2010-2012 |
| ما تسكت عنه النساء | قناة المرأة العربية | 2012      |
| بلا زعل            | قناة الجديد         | 2015      |
| بلا تشفير          | قناة الجديد         | 2012-2018 |
| لازم نحكي          | قناة لنا            | 2019      |
| مع تمام            | قناة الجديد         | 2020      |
| النشرة             | قناة الجديد         | 2024      |